# کالینکاویچی
کالینکاویچی (به لاتین: Kalinkavichy) یک منطقهٔ مسکونی در بلاروس است که در منطقه گومل واقع شده‌است. کالینکاویچی ۳۸٬۳۸۱ نفر جمعیت دارد و ۱۷۲ متر بالاتر از سطح دریا واقع شده‌است.